# Ronde van Oostenrijk 2015
De 67e editie van de wielerwedstrijd Ronde van Oostenrijk (officieel: Österreich-Rundfahrt) vond in 2015 plaats van 4 tot en met 12 juli. De start was in Wenen, de finish in Bregenz. De ronde maakte deel uit van de UCI Europe Tour 2015, in de categorie 2.HC.

## Deelnemende ploegen
| WorldTour                     | ProContinentaal         | Continentaal                   |
| ----------------------------- | ----------------------- | ------------------------------ |
| AG2R La Mondiale              | Bardiani CSF            | Amplatz-BMC                    |
| BMC Racing Team               | Cofidis                 | Hrinkow Advarics Cycleang Team |
| Cannondale-Garmin Pro Cycling | CCC Sprandi Polkowice   | Felbermayr-Simplon Wels        |
| IAM Cycling                   | Roompot Oranje Peloton  | Tirol                          |
| Katjoesja                     | Cult Energy Pro Cycling | Vorarlberg                     |
| Tinkoff-Saxo                  | Wanty-Groupe Gobert     | WSA-Greenlife                  |
|                               | MTN-Qhubeka             | Team Marseille 13 KTM          |

## Etappe-overzicht
| etappe  | datum   | start           | finish             | type                | afstand  | winnaar            | klassementsleider  |
| ------- | ------- | --------------- | ------------------ | ------------------- | -------- | ------------------ | ------------------ |
| Proloog | 4 juli  | Wenen           | Wenen              | Individuele tijdrit | 5,4 km   | Team Katjoesja     | Rüdiger Selig      |
| 1e      | 5 juli  | Mörbisch am See | Scheibbs           | Vlakke rit          | 206,6 km | Sondre Holst Enger | Gerald Ciolek      |
| 2e      | 6 juli  | Litschau        | Grieskirchen       | Vlakke rit          | 196,1 km | David Tanner       | Matthias Krizek    |
| 3e      | 7 juli  | Windischgarsten | Gratwein           | Heuvelrit           | 181,1 km | Rick Zabel         | Matthias Krizek    |
| 4e      | 8 juli  | Stift Rein      | Villach-Dobratsch  | Bergrit             | 207,4 km | Víctor de la Parte | Jan Hirt           |
| 5e      | 9 juli  | Villach         | Matrei in Osttirol | Vlakke rit          | 175 km   | Johann Van Zyl     | Jan Hirt           |
| 6e      | 10 juli | Lienz           | Kitzbüheler Horn   | Bergrit             | 166,8 km | Víctor de la Parte | Víctor de la Parte |
| 7e      | 11 juli | Kitzbühel       | Innsbrück          | Vlakke rit          | 124,7 km | Lukas Pöstlberger  | Víctor de la Parte |
| 8e      | 12 juli | Innsbrück       | Bregenz            | Bergrit             | 192 km   | Moreno Moser       | Víctor de la Parte |

## Eindstand
| Algemeen Klassement |                     |                       |           |
| Plaats              | Naam                | Ploeg                 | Tijd      |
| Gele trui           | Víctor de la Parte  | Team Vorarlberg       | 36h05'54" |
| 2                   | Ben Hermans         | BMC Racing Team       | + 1'21"   |
| 3                   | Jan Hirt            | CCC Sprandi Polkowice | + 1'32"   |
| 4                   | Brent Bookwalter    | BMC Racing Team       | + 2'13"   |
| 5                   | Natnael Berhane     | MTN-Qhubeka           | + 2'16"   |
| 6                   | Jegor Silin         | Team Katjoesja        | + 3'00"   |
| 7                   | Pierre-Roger Latour | AG2R La Mondiale      | + 3'12"   |
| 8                   | Thomas Degand       | IAM Cycling           | + 3'16"   |
| 9                   | Paweł Poljański     | Tinkoff-Saxo          | + 3'20"   |
| 10                  | Stefan Denifl       | IAM Cycling           | + 3'34"   |

1949 ·
1950 ·
1951 ·
1952 ·
1953 ·
1954 ·
1955 ·
1956 ·
1957 ·
1958 ·
1959 ·
1960 ·
1961 ·
1962 ·
1963 ·
1964 ·
1965 ·
1966 ·
1967 ·
1968 ·
1969 ·
1977 ·
1971 ·
1972 ·
1973 ·
1974 ·
1975 ·
1976 ·
1977 ·
1978 ·
1979 ·
1980 ·
1981 ·
1982 ·
1983 ·
1984 ·
1985 ·
1986 ·
1987 ·
1988 ·
1989 ·
1990 ·
1991 ·
1992 ·
1993 ·
1994 ·
1995 ·
1996 ·
1997 ·
1998 ·
1999 ·
2000 ·
2001 ·
2002 ·
2003 · 2004 · 2005 · 2006 · 2007 · 2008 · 2009 · 2010 · 2011 · 2012 · 2013 · 2014 · 2015 · 2016 · 2017 · 2018 · 2019 · 2020-2022 · 2023 · 2024
Etappewedstrijden

 Ster van Bessèges · 
 Ronde van de Algarve · 
 Ruta del Sol · 
 Ronde van de Haut-Var · 
 Driedaagse van West-Vlaanderen · 
 Internationale Wielerweek · 
 Internationaal Wegcriterium · 
 Driedaagse van De Panne-Koksijde · 
 Ronde van de Sarthe · 
 Ronde van Castilië en León · 
 Ronde van Trentino · 
 Ronde van Kroatië · 
 Ronde van Turkije · 
 Ronde van Yorkshire · 
 Ronde van Asturië · 
 Vierdaagse van Duinkerke · 
 Ronde van Azerbeidzjan · 
 Ronde van Madrid · 
 Ronde van Beieren · 
 Ronde van Picardië · 
 Ronde van Noorwegen · 
 World Ports Classic · 
 Tour des Fjords · 
 Ronde van Estland · 
 Ronde van België · 
 Ronde van Luxemburg · 
 Boucles de la Mayenne · 
 Ster ZLM Toer · 
 Ronde van Slovenië · 
 Route du Sud · 
 Sibiu Cycling Tour · 
 Ronde van Oostenrijk · 
 Ronde van Wallonië · 
 Ronde van Portugal · 
 Ronde van Burgos · 
 Ronde van Denemarken · 
 Ronde van de Ain · 
 Ronde van Tsjechië · 
 Arctic Race of Norway · 
 Ronde van de Limousin · 
 Ronde van Poitou-Charentes · 
 Ronde van Groot-Brittannië · 
 Ronde van Gévaudan Languedoc-Roussillon · 
 Eurométropole Tour
Eendaagse wedstrijden

 Trofeo Santanyí-Ses Salines-Campos · 
 Trofeo Andratx-Mirador d'Es Colomer · 
 Trofeo Serra de Tramuntana · 
 Trofeo Playa de Palma-Palma · 
 GP La Marseillaise · 
 Grote Prijs van de Etruskische Kust · 
 Ronde van Murcia · 
 Clásica de Almería · 
 Trofeo Laigueglia · 
 Omloop Het Nieuwsblad · 
 Classic Sud Ardèche · 
 GP Lugano · 
 La Drôme Classic · 
 Kuurne-Brussel-Kuurne · 
 Le Samyn · 
 Strade Bianche · 
 Ronde van Drenthe · 
 Dwars door Drenthe · 
 Nokere Koerse · 
 GP Nobili Rubinetterie · 
 Handzame Classic · 
 Ronde van Zeeland Seaports · 
 Classic Loire-Atlantique · 
 Grote Prijs van Cholet-Pays de Loire · 
 Dwars door Vlaanderen · 
 Classica Corsica · 
 Route Adélie de Vitré · 
 Grote Prijs Miguel Indurain · 
 Volta Limburg Classic · 
 Ronde van La Rioja · 
 Parijs-Camembert · 
 Scheldeprijs · 
 Klasika Primavera · 
 Brabantse Pijl · 
 GP Denain · 
 Ronde van de Finistère · 
 Tro Bro Léon · 
 La Roue Tourangelle · 
 Ronde van de Apennijnen · 
 Grote Prijs van de Somme · 
 Grote Prijs van Plumelec · 
 ProRace Berlin · 
 Boucles de l'Aulne · 
 GP Kanton Aargau · 
 Ronde van Keulen · 
 Ronde van Limburg · 
 Velothon Wales · 
 Halle-Ingooigem · 
 Trofeo Matteotti · 
 GP Cerami · 
 GP Industria & Artigianato-Larciano · 
 Prueba Villafranca de Ordizia · 
 Ronde van Toscane · 
 Circuito de Getxo · 
 Polynormande · 
 RideLondon Classic · 
 GP Stad Zottegem · 
 Arnhem-Veenendaal Classic · 
 GP Jef Scherens · 
 Druivenkoers Overijse · 
 Schaal Sels · 
 Brussels Cycling Classic · 
 GP Fourmies · 
 Velothon Stockholm · 
 Ronde van de Doubs · 
 Coppa Bernocchi · 
 Coppa Agostoni · 
 GP van Wallonië · 
 Kampioenschap van Vlaanderen · 
 Memorial Marco Pantani · 
 Grote Prijs Impanis-Van Petegem · 
 GP van Isbergues · 
 GP Industria & Commercio di Prato · 
 Omloop van het Houtland · 
 Duo Normand · 
 Ronde van de Drie Valleien · 
 Milaan-Turijn · 
 Ronde van Piemonte · 
 Ronde van het Münsterland · 
 Ronde van de Vendée · 
 Memorial Frank Vandenbroucke · 
 Coppa Sabatini · 
 Parijs-Bourges · 
 Ronde van Emilia · 
 GP Beghelli · 
 Parijs-Tours · 
 Nationale Sluitingsprijs · 
 Chrono des Nations